# Rumilly (Pas de Calais)
Rumilly és un municipi francès situat al departament del Pas de Calais i a la regió dels Alts de França. L'any 2007 tenia 259 habitants.

## Demografia

### Població
El 2007 la població de fet de Rumilly era de 259 persones. Hi havia 94 famílies de les quals 12 eren unipersonals (4 homes vivint sols i 8 dones vivint soles), 37 parelles sense fills, 33 parelles amb fills i 12 famílies monoparentals amb fills.
La població ha evolucionat segons el següent gràfic:
Habitants censats

### Habitatges
El 2007 hi havia 113 habitatges, 93 eren l'habitatge principal de la família, 13 eren segones residències i 7 estaven desocupats. Tots els 113 habitatges eren cases. Dels 93 habitatges principals, 76 estaven ocupats pels seus propietaris, 16 estaven llogats i ocupats pels llogaters i 1 estava cedit a títol gratuït; 1 tenia dues cambres, 3 en tenien tres, 21 en tenien quatre i 67 en tenien cinc o més. 70 habitatges disposaven pel capbaix d'una plaça de pàrquing. A 53 habitatges hi havia un automòbil i a 31 n'hi havia dos o més.

### Piràmide de població
La piràmide de població per edats i sexe el 2009 era:
| Homes | Edats   | Dones |
| ----- | ------- | ----- |
| 0     | 95 o +  | 0     |
| 0     | 90 a 94 | 0     |
| 0     | 85 a 89 | 8     |
| 4     | 80 a 84 | 0     |
| 0     | 75 a 79 | 4     |
| 4     | 70 a 74 | 0     |
| 8     | 65 a 69 | 8     |
| 16    | 60 a 64 | 8     |
| 4     | 55 a 59 | 12    |
| 4     | 50 a 54 | 4     |
| 4     | 45 a 49 | 4     |
| 8     | 40 a 44 | 0     |
| 4     | 35 a 39 | 12    |
| 20    | 30 a 34 | 4     |
| 20    | 25 a 29 | 16    |
| 8     | 20 a 24 | 12    |
| 12    | 15 a 19 | 8     |
| 8     | 10 a 14 | 8     |
| 8     | 5 a 9   | 8     |
| 16    | 0 a 4   | 8     |

## Economia
El 2007 la població en edat de treballar era de 155 persones, 106 eren actives i 49 eren inactives. De les 106 persones actives 94 estaven ocupades (55 homes i 39 dones) i 12 estaven aturades (4 homes i 8 dones). De les 49 persones inactives 20 estaven jubilades, 14 estaven estudiant i 15 estaven classificades com a «altres inactius».

### Ingressos
El 2009 a Rumilly hi havia 100 unitats fiscals que integraven 269 persones, la mediana anual d'ingressos fiscals per persona era de 12.899 €.

### Activitats econòmiques
Dels 6 establiments que hi havia el 2007, 1 era d'una empresa alimentària, 2 d'empreses de construcció, 1 d'una empresa de comerç i reparació d'automòbils i 2 d'empreses immobiliàries.
Dels 3 establiments de servei als particulars que hi havia el 2009, 2 eren fusteries i 1 agència immobiliària.
L'únic establiment comercial que hi havia el 2009 era una fleca.
L'any 2000 a Rumilly hi havia 21 explotacions agrícoles que ocupaven un total de 799 hectàrees.

## Equipaments sanitaris i escolars
El 2009 hi havia una escola elemental integrada dins d'un grup escolar amb les comunes properes formant una escola dispersa.

## Poblacions properes
El següent diagrama mostra les poblacions més properes.